# Chung Myung-Hee
Chung Myung-Hee (en coreano: 정명희; 27 de enero de 1964) es una deportista surcoreana que compitió en bádminton, en las modalidades de dobles y dobles mixto. Ganó cinco medallas en el Campeonato Mundial de Bádminton entre los años 1987 y 1991.

## Palmarés internacional
| Campeonato Mundial | Campeonato Mundial     | Campeonato Mundial | Campeonato Mundial |
| Año                | Lugar                  | Medalla            | Prueba             |
| ------------------ | ---------------------- | ------------------ | ------------------ |
| 1987               | Pekín (China)          | Medalla de plata   | Dobles mixto       |
| 1987               | Pekín (China)          | Medalla de bronce  | Dobles             |
| 1989               | Yakarta (Indonesia)    | Medalla de oro     | Dobles mixto       |
| 1989               | Yakarta (Indonesia)    | Medalla de plata   | Dobles             |
| 1991               | Copenhague (Dinamarca) | Medalla de oro     | Dobles mixto       |